# Zita Okaikoi

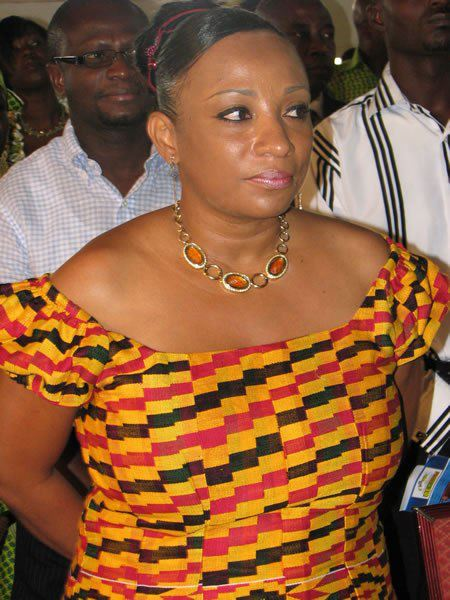
Zita Okaikoi (2011)

Zita Sabah Okaikoi (auch: Sabah Zita Benson; * um 1975 in Ghana) ist eine ghanaische Politikerin und Diplomatin, die als Ministerin für Tourismus in Ghana und später als Botschafterin Ghanas in der Tschechischen Republik tätig war.

## Leben
Okaikoi ist Absolventin der Kwame Nkrumah University of Science and Technology und der Ghana School of Law.
Sie war ab Januar 2009 die erste Informationsministerin in der Regierung des Nationaldemokratischen Kongresses unter Präsident John Atta Mills. Sie hatte dieses Ressort während des ersten Jahres der Regierung Mills inne. Okaikoi wurde von Präsident Mills im Januar 2010 im Rahmen einer Kabinettsumbildung zur Ministerin für Tourismus ernannt.
Als sie im Juni 2010 mit ihrer zweiten Tochter schwanger war, wurde ihr von einigen Medien vorgeworfen, sie habe sich für eine Geburt in den Vereinigten Staaten entschieden – wobei sie sowohl dafür kritisiert wurde, dass sie als privilegierte Frau sich den Gefahren der hohen Säuglingssterblichkeit in ihrem Heimatland entzogen habe, als auch dafür, dass ihr Kind auf diese Weise die US-amerikanische Staatsangehörigkeit erhalten habe.
Von 2013 bis 2017 war sie als Botschafterin Ghanas in der Tschechischen Republik tätig. Die Akkreditierung umfasste auch die Slowakei und Ungarn.

## Familie
Nach der Trennung von Andrew Okaikoi und ihrer zweiten Heirat im August 2017 nahm sie den Namen Sabah Zita Benson an.